# ورام دولاتیان
ورام واغیناکی دولاتیان (ارمنی: Վռամ Վաղինակի Դովլաթյան؛  زادهٔ ۱۳ اوت ۱۹۲۳ - درگذشته ۲۵ دسامبر ۲۰۰۵) آموزگار، شیمی‌دان اهل ارمنستان بود.

## زندگی‌نامه
وی در ۱۳ اوت ۱۹۲۳ در نور بایزید به دنیا آمد و از دانشگاه دولتی ایروان (۱۹۴۹) فارغ‌التحصیل گشت. وی عضو فرهنگستان ملی علوم ارمنستان بود. وی همچنین برندهٔ جوایزی همچون نشان آنانیا شیراکاتسی (۲۰۰۲)، دانشمند شایسته ارمنستان شوروی (۱۹۸۰)، نشان جنگ میهنی (درجه دو)، نشان پرچم سرخ کار، نشان برجسته افتخار، نشان پیش‌کسوت کار (۱۹۸۶)، مدال پنجاهمین سال پیروزی در جنگ بزرگ میهنی (۱۹۴۵–۱۹۴۱)، مدال شصتمین سال پیروزی در جنگ بزرگ میهنی (۱۹۴۵–۱۹۴۱)، مدال به مناسبت یکصدمین سالگرد تولد ولادیمیر ایلیچ لنین، مدال بیستمین سال پیروزی در جنگ بزرگ میهنی (۱۹۴۵–۱۹۴۱)، مدال سی‌امین سال پیروزی در جنگ بزرگ میهنی (۱۹۴۵–۱۹۴۱) شده است. وی در ۲۵ دسامبر ۲۰۰۵ در سن ۸۲ سالگی در ایروان درگذشت.

## نگارخانه

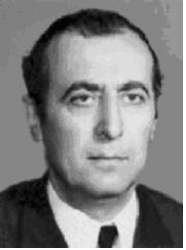

## یادداشت
1. ↑  քիմիական գիտությունների դոկտոր